# Prenner
Prenner je priimek več znanih ljudi:
- Jurij (Georg) Prenner (Georgius Pyrenaeus Brenner) (?—1590), avstrijski skladatelj, po rodu iz Ljubljane
- Karel Jožef Prenner (1780—1841), zgodovinski pisec
- Ljuba Prenner (1906—1977), odvetnica in pisateljica